# 鷹村遊
鷹村 遊（たかむら ゆう、7月7日 - ）は、日本の女性声優。神奈川県出身。

## 人物
以前はワンナップに所属していた。
趣味は漫画、観察、プロレス観戦。

## 出演作品

### テレビアニメ
2004年
- MADLAX（侍女）

2006年
- フラカッパー（ポッチー）

### ゲーム
- イーディスメモリーズ 〜新天魔界GOCV〜（リーズ、ルルララ）
- 新天魔界ジェネレーションオブカオスV（リーズ）
- 新天魔界ジェネレーションオブカオスIV（ルルララ）
- スペクトラルフォース ジェネシス（ネウ、闘神マリアリュス）
- スペクトラルフォース3 イノセントレイジ（ディアス）
- 二世の契り（水輪）
- ミストオブカオス（シイラ・アストン、シシリ）
- ロックマンゼロ4（2005年、ノービル・マンドラゴ）
- ロックマンゼクス（2006年、ノービル・マンドラゴ）

### ドラマCD
- 蜜と十字架（主婦B）
- ラブパニ 恋愛警報パニック注意報（遭難した子供2）